# Chioneosoma candidum
Chioneosoma candidum är en skalbaggsart som beskrevs av Semenov 1902. Chioneosoma candidum ingår i släktet Chioneosoma och familjen Melolonthidae. Inga underarter finns listade i Catalogue of Life.